# Ола Елвестуен
Ола Елвестуен (норв. Ola Elvestuen) — норвезький політик, член Ліберальної партії Норвегії, міністр клімату та навколишнього середовища з 2018 року.
Депутат Норвезького парламенту в Осло (2013—2017).
Працював заступником представника у Парламенті Норвегії в період 2001—2005, 2005—2009 та 2009—2013 років. На місцевому рівні Елвестуен був членом міської ради Осло, а також виконував обов'язки міського комісара з питань громадського транспорту та екології з 2011 року до свого обрання до парламенту в 2013 році. У 2008 році став другим заступником керівника Ліберальної партії.
17 січня 2018 року отримав посаду міністра клімату та навколишнього середовища Норвегії у кабінеті Ерни Солберг.

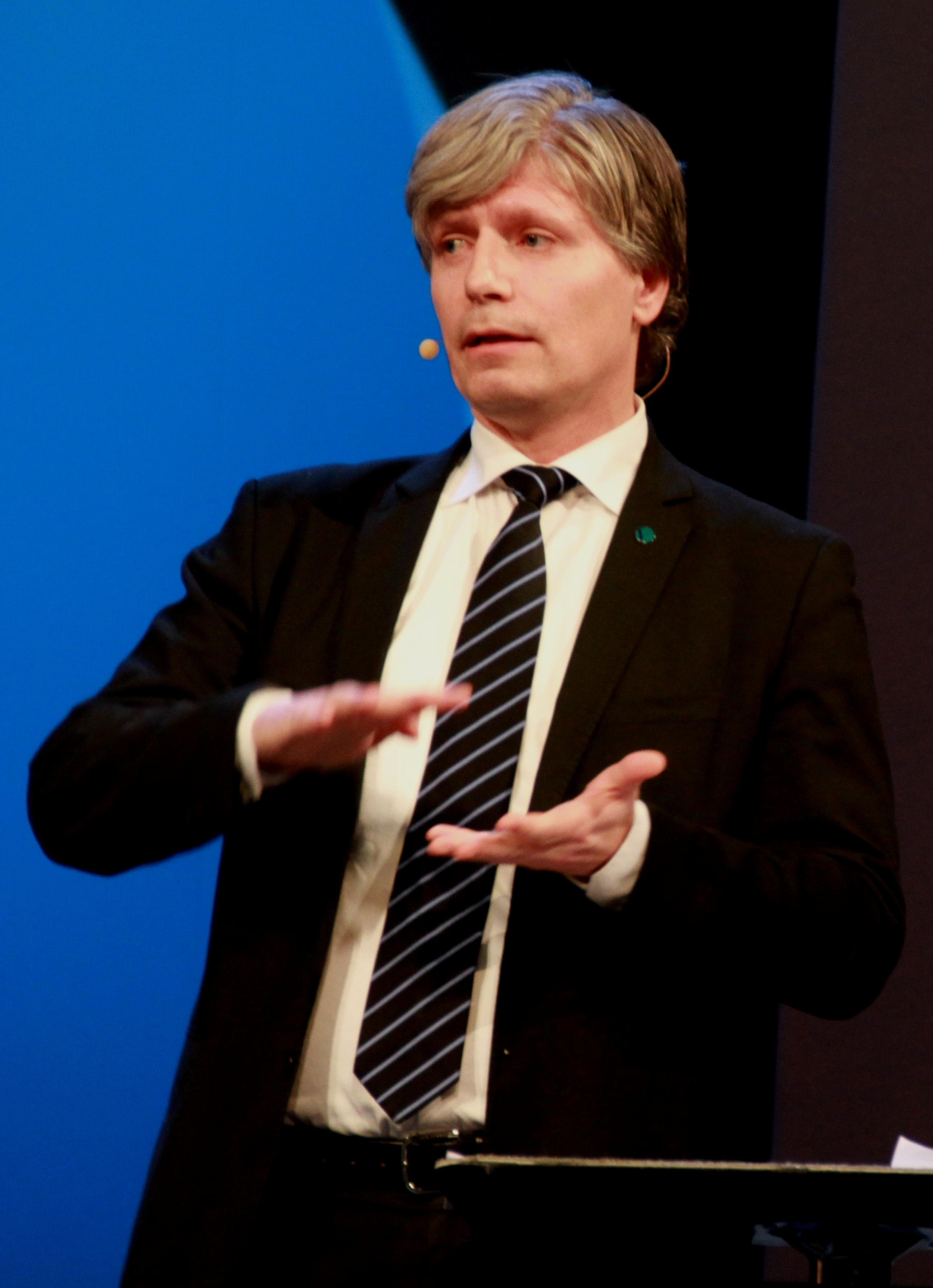
Ола Елвестуен у 2012 році